# Castle Hill (Kalifornia)
Castle Hill statisztikai település az USA Kalifornia államának Contra Costa megyéjében. Lakosainak száma 1271 fő (2020. április 1.).

## Népesség
A település népességének változása:

| 2010 | 1 299 |
| 2020 | 1 271 |